# 다원제

양원제 의회를 가진 국가.
단원제 의회와 자문 기구를 가진 국가.
단원제 의회를 가진 국가.
의회가 없는 국가.
데이터 없음.

일원제 및 양원제와 대조적으로 다원제(multicameralism)란 입법부가 일반적으로 "원"(chamber, house)이라고 불리는 두 개 이상의 심의 의회로 나뉜 상태를 말한다.[1][2] 여기에는 일반적으로 3개의 의회가 있는 삼원제가 포함되지만, 그보다 더 많은 의회가 있는 시스템을 설명할 수도 있다. "다원제"라는 단어는 과학이나 생물학에서 사용되는 "다수의 방(심방, 심실 등)"이라는 문자적 의미와 다른 방식으로 관련될 수도 있다.

## 같이 보기
- 대의회 (이탈리아 왕국)
- 원로원 (이탈리아 왕국)
- 공화국 상원 (이탈리아)
- 대회의
- 의회
- 원 (의회)